# Veratrum
Veratrum o baladre és un gènere de plantes amb flors que són verinoses. Són plantes herbàcies perennes dins la família Melanthiaceae. Les espècies de Veratrum són usades amb grans precaucions com a planta medicinal a occident i de la mateixa manera a la medicina tradicional xinesa.
Els defectes en els naixements d'animals de ramaderia provocats per la ingestió de Veratrum californicum van portar a l'estudi de la ciclopamina i la jervina per, entre altres coses, el tractament contra el càncer.

## Distribució
Veratrum es troba a moltes zones de clima temperat de l'hemisferi nord.
És àmpliament distribuït en hàbitats de muntanya baixa d'Amèrica del Nord. les espècies de Veratrum prefereixen el ple sol i sòls profunds i humits. Hi ha espècies de Veratrum des d'Alaska a les muntanyes de Califòrnia, i les muntanyes Rocoses. A l'est d'Amèrica del Nord són corrents des del Quebec a Carolina del Nord. 13 espècies es troben a la Xina.

## Toxicitat
Els Veratrum tenen alcaloides molt tòxics (per exemple veratridina) que activen els canals d'ió sodi i causen un atac de cor. Totes les parts de la planta són verinoses amb el màxim de toxicitat a arrels i rizomes. Els símptomes triguen entre 30 minuts i quatre hores després de la ingestió i inclouen entre altres nàusees vòmits dolor abdominal i arrítmia cardiaca. El tractament inclou descontaminació gastrointestinal amb carbó actiu i atropina entre altres tractaments.

## Usos
Els indígenes americans enverinaven les fletxes amb el suc de les arrels d'aquestes plantes. La pols seca de l'arrel s'havia fet servir com insecticida.
Les arrels de V. nigrum i V. schindleri havien estat usades a la medicina xinesa tradicional.

## Algunes espècies
- Veratrum album
- Veratrum californicum
- Veratrum fimbriatum
- Veratrum insolitum
- Veratrum latifolium
- Veratrum lobelianum
- Veratrum nigrum
- Veratrum parviflorum
- Veratrum tenuipetalum
- Veratrum viride
- Veratrum woodii

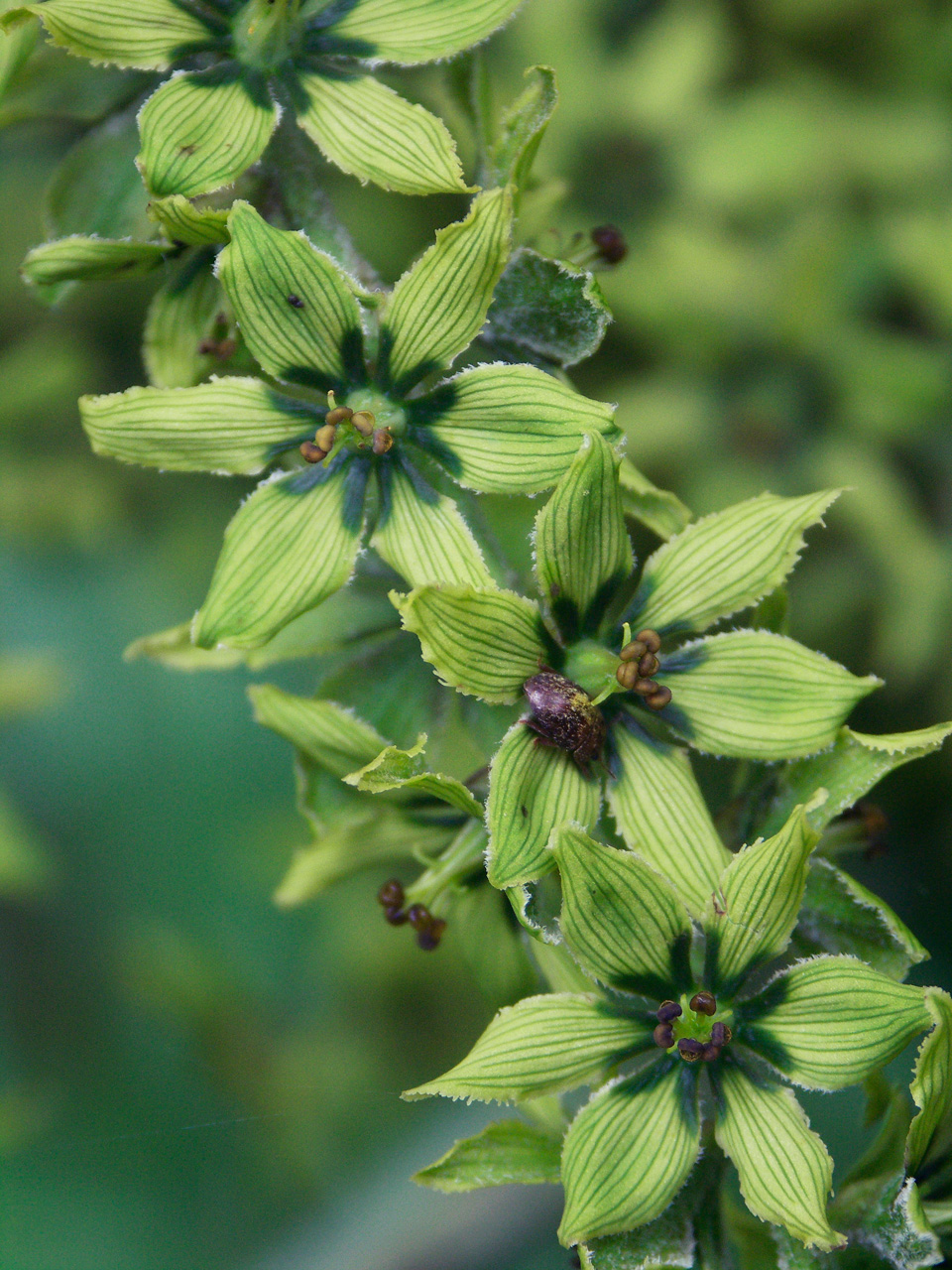
Flors de Veratrum lobelianum
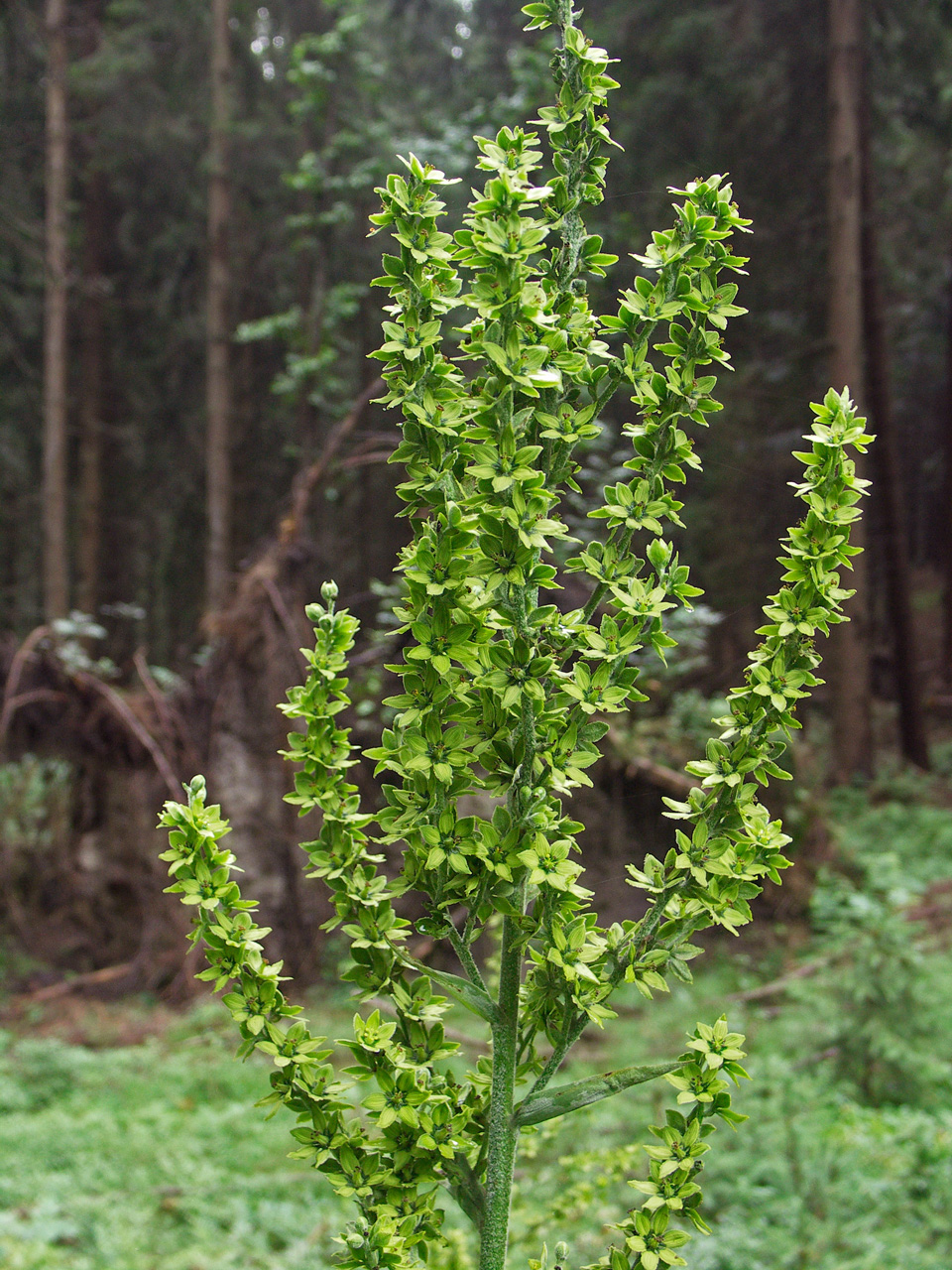
Flors de Veratrum lobelianum
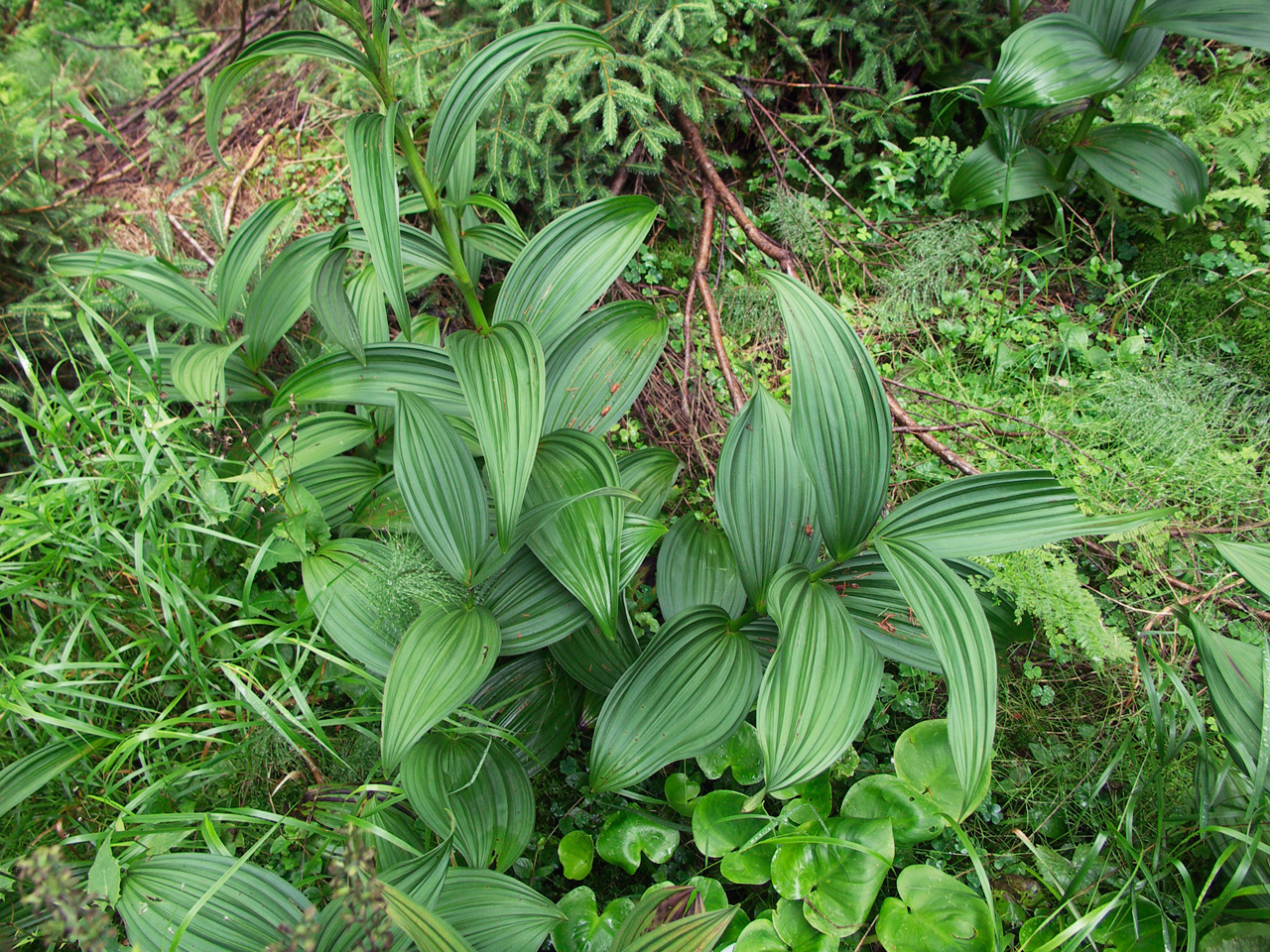
Fulles de Veratrum lobelianum
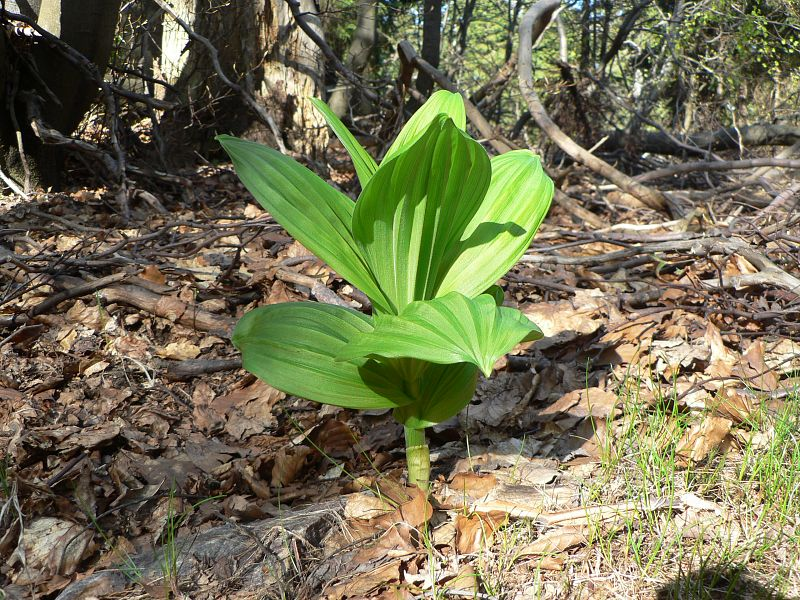
Planta jove de Veratrum lobelianum